# Baadour Ier Jakéli
Baadour ou Bahadour Ier Jakéli  (né en 1454, mort le 10 octobre 1475/1478) est prince ou atabeg du Samtskhe de 1466 à 1478.

## Biographie
Baadour Ier est le fils aîné et successeur du prince Qvarqvaré III Jakéli.
Il poursuit la politique de son père entre les dynastes Bagration qui se disputent le royaume de Géorgie. Craignant les ambitions hégémoniques du prince Bagrat qui, après avoir pris le contrôle de l’Iméréthie en 1446 et du Karthli en 1465, s’est proclamé roi de Géorgie sous le nom de Bagrat VI, il relâche son adversaire le roi Georges VIII de Géorgie, qui a été capturé par son père avec le prince Constantin, l'héritier de Démétrius III de Géorgie. Les deux prétendants s’empressent de rallumer la guerre civile. Estimant qu’il ne pourra pas reconquérir le trône, Georges VIII se retire en Kakhétie où il se proclame roi. Constantin II de Géorgie doit attendre la disparition de Bagrat VI pour expulser en Iméréthie son fils et successeur Alexandre II et s'imposer à son tour comme roi en Karthli et revendiquer lui aussi la couronne de Géorgie.
À la mort du roi Georges VIII en 1476, Baadour Ier Jakéli, pour marquer son indépendance, refuse d’assister au sacre de son successeur Alexandre Ier de Kakhétie ; il accepte toutefois que les évêques du Samtskhe se rendent à la cérémonie. 
Baadour Ier disparaît prématurément, sans doute à la suite d’une maladie, à l’âge de 21 ans le 10 octobre 1475 ou 1478 selon la Chronique géorgienne. Sa succession est assurée par son frère cadet Manoutchar Ier Jakéli.